# Discapacidad intelectual
La discapacidad intelectual o trastorno del desarrollo intelectual, también llamada deficiencia mental, es una alteración incluida en la clasificación del trastorno del desarrollo neurológico que recoge el DSM-5. La alteración comienza en el periodo de desarrollo del ser humano y se caracteriza por limitaciones significativas tanto en la inteligencia como en las conductas adaptativas en los dominios conceptual, social y práctico; y que se evidencian antes de los 18 años de edad. Afecta alrededor del 2 por ciento de la población general.
Este trastorno, que se ha definido cuantitativamente como un valor de cociente intelectual (CI) menor a 70 -si bien, no es un criterio determinante-, genera anomalías en el proceso de aprendizaje entendidas como la adquisición lenta e incompleta de las habilidades cognitivas durante el desarrollo que conduce finalmente a limitaciones sustanciales en la persona. Se caracteriza por un funcionamiento intelectual muy variable que tiene lugar junto a circunstancias asociadas en dos o más de las siguientes áreas de habilidades adaptativas: comunicación, cuidado personal, vida en el hogar, habilidades sociales, utilización de la comunidad, autogobierno, salud y seguridad, habilidades académicas funcionales, ocio y trabajo.[cita requerida]

## Definición
El término discapacidad intelectual reemplazó el de retraso mental, sin embargo se han utilizado otros términos para referirse al mismo concepto: retraso del desarrollo (utilizado preferentemente en pediatría), trastorno del desarrollo intelectual, trastorno del neurodesarrollo, alteración del desarrollo cognitivo.  También se ha empleado subnormal.  Los términos «retraso» y «retardo», así como sus derivados «retrasado» y «retardado» han sido reemplazados por su connotación peyorativa y el efecto estigmatizador que conllevan.
La AADID (Asociación Estadounidense de Discapacidad Intelectual y Discapacidades del Desarrollo) desde su fundación en 1876 ha sido un referente mundial en la comprensión y clasificación de la discapacidad intelectual. El Manual diagnóstico y estadístico de los trastornos mentales (DSM), en su versión V, utiliza como referencia varias de las propuestas del undécimo manual de la AADID del año 2010.
La discapacidad intelectual, según la AADID, supuso desde 2002 una renovación del planteamiento tradicional en favor de un enfoque multidimensional del individuo, definiendo la discapacidad intelectual a través de distintos aspectos de la persona (psicológicos / emocionales; físicos / salud) así como del ambiente en el que se desenvuelve. En este sentido, se parte de premisas que se sustentan en la existencia no solo de limitaciones, sino también de capacidades, de modo que disponiendo de los apoyos necesarios en el tiempo, la persona con discapacidad pueda obtener resultados personales satisfactorios en su calidad de vida. Las que se describen a continuación son una forma de caracterizar que marca niveles pero no es suficientemente objetiva y puede llevar a errores en los resultados.
La discapacidad intelectual, en la escala de medición de la inteligencia está por debajo de 70 de CI (cociente intelectual). Es la contraparte al otro extremo de la inteligencia, que es la superdotación intelectual, esta se encuentra por arriba de 130 de CI.
Hablar de discapacidad intelectual es hablar de vidas diversas, de realidades que desafían cualquier intento de encasillarlas en un molde único. En Diagnóstico y clasificación en discapacidad intelectual, nos invitan a mirar más allá de las frías cifras y los criterios clínicos, para entender que un diagnóstico es mucho más que una etiqueta. Ellos describen cómo, durante años, los sistemas de clasificación han cumplido la función de ordenar, de establecer similitudes y diferencias entre personas, y de abrir —o cerrar— puertas a servicios y apoyos. Sin embargo, advierten que el peligro surge cuando esa clasificación se convierte en un pasaporte rígido, un sello que fija la mirada únicamente en las limitaciones y deja en la penumbra las capacidades, los contextos y los sueños.
Es de suma importancia, un cambio de paradigma: del enfoque puramente médico, centrado en la etiología o en un número de cociente intelectual, hacia una visión más humana y multidimensional. Así, la discapacidad intelectual se comprende desde tres criterios esenciales: un funcionamiento intelectual limitado, déficits en la conducta adaptativa —esas habilidades conceptuales, sociales y prácticas que nos permiten desenvolvernos— y un inicio antes de la vida adulta. Este marco, adoptado por organismos como la AAIDD, la CIE-10 y el DSM-IV, no pretende clasificar para excluir, sino para comprender mejor y actuar con sentido.
Hay que insistir en que diagnosticar  no es encasillar, sino abrir un mapa donde se cruzan dimensiones de salud, contextos vitales, niveles de participación y apoyos necesarios. Es un llamado a ver a la persona completa, no solo la suma de sus limitaciones. En ese reconocimiento profundo, la discapacidad deja de ser un muro y se transforma en un espacio de encuentro, donde la sociedad también asume su responsabilidad de allanar caminos y multiplicar oportunidades. Así, el diagnóstico deja de ser un final y se convierte en un punto de partida para construir inclusión y dignidad.

## Clasificación
Según el DSM-IV la discapacidad intelectual se clasifica en los siguientes tipos:
Discapacidad intelectual leve (CI 50-55 a 70).
Se denomina así a las personas que transitan la «etapa educable». Son alrededor del 85% de las personas afectadas por el trastorno. Suelen desarrollar habilidades sociales y de comunicación durante los años preescolares (0-5 años de edad), tienen insuficiencias mínimas en las áreas sensorio motoras y con frecuencia no se diferencian de otros niños sin discapacidad cognitiva hasta edades posteriores. Adquieren habilidades sociales y laborales adecuadas para una autonomía mínima, pero pueden necesitar supervisión, orientación y asistencia, especialmente en situaciones de estrés social o económico desusado. Contando con apoyos adecuados, los sujetos con discapacidad cognitiva leve viven sin inconvenientes en la comunidad, sea independientemente, sea en establecimientos supervisados.
Discapacidad intelectual moderada (CI 35-40 a 50-55).
La discapacidad cognitiva moderada equivale aproximadamente a la categoría pedagógica de «adiestrable». Este grupo constituye alrededor del 10 % de toda la población con discapacidad cognitiva. Adquieren habilidades de comunicación durante los primeros años de la niñez. Adquieren una formación laboral y, con supervisión moderada, pueden adquirir destrezas para su propio cuidado personal. También pueden beneficiarse de adiestramiento en habilidades sociales y laborales, pero es improbable que progresen más allá de un segundo nivel en materias escolares. Pueden aprender a trasladarse independientemente por lugares que les son familiares. En su mayoría son capaces de realizar trabajos no cualificados o semicualificados, siempre con supervisión, en talleres protegidos o en el mercado general del trabajo. Se adaptan bien a la vida en comunidad, usualmente en instituciones con supervisión.
Discapacidad intelectual grave (CI 20-25 a 35-40).
Incluye el 3-4 % de los individuos con discapacidad cognitiva. Durante los primeros años de la niñez la adquisición de un lenguaje comunicativo es escasa o nula. Durante la edad escolar pueden aprender a hablar y pueden ser adiestrados en habilidades elementales de cuidado personal. Se benefician solo limitadamente de la enseñanza de materias pre académicas como la familiaridad con el alfabeto y el cálculo simple, pero pueden dominar ciertas habilidades como el aprendizaje de la lectura global de algunas palabras imprescindibles para su autonomía e independencia. Los adultos pueden ser capaces de realizar tareas simples estrechamente supervisadas en instituciones. En su mayoría se adaptan bien a la vida en la comunidad a no ser que sufran alguna discapacidad asociada que requiera cuidados especializados o cualquier otro tipo de asistencia.
Discapacidad intelectual profunda (CI 20-25).
Incluye aproximadamente a entre 1% y 2% de las personas con discapacidad cognitiva. La mayoría de los individuos con este diagnóstico presentan una enfermedad neurológica identificada que explica su discapacidad intelectual. Durante los primeros años desarrollan considerables alteraciones del funcionamiento sensorio motor. Puede predecirse un desarrollo óptimo en un ambiente altamente estructurado con ayudas y supervisión constantes, así como con una relación individualizada con el educador. El desarrollo motor y las habilidades para la comunicación y el cuidado personal pueden mejorar si se les somete a un adiestramiento adecuado. Algunos de ellos llegan a realizar tareas simples en instituciones protegidas y estrechamente supervisados.
Discapacidad intelectual de gravedad no especificada. Se utiliza cuando existe claridad sobre la discapacidad, pero no es posible verificar mediante los test.
Dependiendo del nivel de gravedad de la discapacidad cognitiva, el sujeto se puede «educar» y capacitar para que aprenda a vivir en la sociedad; puede dominar ciertas habilidades de lectura global (señalizaciones de Tránsito, por ejemplo: "Pare"), puede trasladarse a lugares desconocidos o familiares, y puede aprender un oficio y trabajar en él, siempre y cuando la sociedad le dé la oportunidad de hacerlo.

## Epidemiología
Entre 1980 y 2009 la prevalencia de las discapacidades intelectuales a nivel global era de alrededor de un 1%. Posteriormente, diversos estudios establecen una prevalencia un poco más baja que un 1%, aunque la heterogeneidad de estos trabajos no permite precisar este valor.

## Etiología
La discapacidad intelectual puede tener muchas causas, y esta puede darse durante el embarazo, en el nacimiento o posteriormente. Puede haber causas genéticas, metabólicas, congénita o ambientales (accidente, abuso psicológico y desvaloración de los padres y familiares, enfermedad que provoque daño, malnutrición, efectos de drogas u otros tóxicos, problemas en el desarrollo o educación).
Las causas de discapacidad intelectual pueden dividirse en genéticas y ambientales o no genéticas.

### Causas genéticas
A su vez las causas genéticas pueden dividirse en sindrómicas y no sindrómicas, en cuanto se presenten o no otras alteraciones clínicas aparte de la discapacidad propiamente tal. 
Las causas genéticas representan entre un 30 a un 50% de las causas, e incluyen anormalidades cromosómicas (como el síndrome de Down), características genéticas heredadas (como el síndrome X frágil) y alteraciones genéticas simples (como el síndrome de Prader-Willi).
Gracias a la medicina y a las novedosas pruebas genéticas prácticamente cada día se conocen nuevos genes implicados en la discapacidad intelectual, estas pruebas ya en el 2011 están al alcance de todos.[cita requerida]

### Deficiencias intelectuales adquiridas
Hay un número considerable de apariciones de deficiencias mentales en personas (incluida la infancia principalmente), que no habían nacido con ellas.
Al existir una vulnerabilidad mayor en la infancia,es muy importante el entorno en el que se cría el bebé, los estímulos que le rodean, el vínculo con personas de apego... esto puede afectar a su desarrollo intelectual y a sus funciones cognitivas. 
También pueden aparecer deficiencias en la persona, tras sufrir un accidente debido a que la colisión, golpe, etc. le ha causado daños cerebrales irreparables, esto sucede en la gran mayoría de los casos cuando sucede en la vida adulta.

### Factores ambientales
- Tanto en la madre durante el embarazo (rubeola, sarampión, toxoplasmosis, etc.) como en el niño (meningitis o encefalitis). Aún hoy una de las principales causas de discapacidad intelectual en los países no desarrollados es la malaria.

- Daños cerebrales el cerebro ante impactos: este puede verse dañado y según el lugar del daño se puede provocar discapacidad cognitiva. Existen muchos motivos por los que el cerebro puede tener un daño cerebral, entre otros: accidentes de tráfico, daños provocados en el parto (falta de oxígeno, fórceps, etc.). Infartos cerebrales, derrame cerebral, etc.

- Tóxicos: la exposición del feto a drogas aumenta las posibilidades de problemas posteriores, es conocido el efecto del alcohol y el efecto que muchas otras drogas pueden tener en el desarrollo posterior del bebé. Igualmente en personas sanas existen muchas drogas que pueden provocar lesiones cerebrales y discapacidad cognitiva, el alcoholismo por ejemplo puede llevar a distintos tipos de síndromes, por ejemplo el síndrome de Korsakov.

## Cuadro clínico
Síndromes con discapacidad intelectual.

### Síndrome epileptico en niñas con discapacidad intelectual
Este síndrome es de reciente descubrimiento (2008), por ello está infradiagnosticado y no es ampliamente conocido por la comunidad médica, se trata de un tipo de epilepsia genética provocado por una mutación en el Gen PCDH19, los varones pueden ser portadores, pero no sufren la enfermedad, sin embargo las niñas muestran numerosas crisis epilepticas,  el 70% de las niñas tiene algún tipo de discapacidad intelectual y problemas psicológicos, psiquiátricos o del desarrollo, un 30% no presenta irregularidades. La especial diferenciación de este tipo de epilepsia con respecto a otras es que infecciones y fiebre pueden disparar la posibilidad de que ocurran las crisis. Las crisis habitualmente se dan en clusters (crisis epilepticas consecutivas durante uno o varios días) y requiere de hospitalización. La confirmación de este tipo de epilepsia solo se puede dar cuando se realiza un análisis genético.  Este síndrome se le conoce ahora como EFMR abreviatura del inglés (Epilepsy Female with Mental Retardation).

### Síndrome de Rett
Se trata de un trastorno neurológico, que se describió al principio sólo en niñas, en el que el desarrollo temprano es normal, pero entre los 7 meses y los dos años (6 a 18 meses de vida) hay una pérdida parcial o completa de capacidades manuales adquiridas y del habla, retraso en el crecimiento de la cabeza y la consecuencia es una grave invalidez mental. Su incidencia es de 1 caso por cada 15 000 niñas nacidas vivas; es un trastorno neurológico progresivo severo. Está ligado al Cromosoma X; los niños concebidos con esta mutación finalizan en aborto espontáneo, ya que el síndrome de Rett se debe a mutaciones espontáneas no hereditarias. Las primeras manifestaciones aparecen entre los 6 y los 30 meses de edad en forma de deficiencia mental severa.El desarrollo de la niña ha sido normal hasta esta edad, algunas incluso pronuncian palabras o combinaciones de palabras sencillas. Muchas de estas niñas andan en la edad que les corresponde mientras que otras presentan incapacidad para andar. Clínicamente se caracteriza, entre otras, por hipotonía (extremidades flexibles), regresión en el desarrollo, crecimiento de la cabeza más pequeña de lo habitual (microcefalia), pérdida de uso de las manos, que realizan movimientos esteriotipados y repetitivos. También se pierde la capacidad de interacción social, presentan dificultades para expresar y comprender el lenguaje y se producen convulsiones en una gran parte de los pacientes.
El tratamiento tienen que ser multidisciplinar; la fisioterapia y la rehabilitación en su conjunto son fundamentales. A pesar de que no existe un tratamiento farmacológico específico, los anticonvulsivos pueden beneficiar a las niñas para tratar los ataques epilépticos y, también, para mejorar el estado de alerta en algunas pacientes.
En el ámbito educativo, el enfoque debe evolucionar hacia una mirada de diversidad funcional, superando nociones puramente médicas. Esto me lleva a pensar que, para atender con sensibilidad en el aula, es indispensable conocer profundamente el síndrome, su progresión, y las necesidades educativas específicas que presenta cada niño.
En lo pedagógico, resalta la necesidad de adaptar tanto el currículo como las metodologías y los recursos del aula. Considero que esto no solo favorece la inclusión, sino que también permite generar un entorno donde el alumno se sienta capaz de participar; por ejemplo, a través de adaptaciones curriculares.
Es  esencial destacar la relevancia de que el equipo educativo se forme y se informe sobre el síndrome, y que se establezca una relación estrecha con la familia, pues su conocimiento y colaboración son vitales para diseñar estrategias adecuadas y coherentes.
En concreto, es especialmente la recomendación de combinar momentos de atención individual —para trabajar aspectos cognitivos y de autonomía— con momentos grupales que promuevan habilidades sociales. Esto evita aislar al alumno y permite un equilibrio en la intervención, enriqueciendo al aula en su conjunto. 

### Síndrome de Dravet
Es la epilepsia mioclonica más severa que existe junto con el síndrome de West, cursa con epilepsia incontrolable con retraso mental de algún tipo la mayoría de las veces, los estatus epilepticos son frecuentes y las crisis ocurren especialmente con un aumento de temperatura. Los niños adolescentes terminan habitualmente con un alto grado de dependencia. Es una enfermedad genética provocada por una mutación en un gen, en la mayoría de los casos el SCN1A, aunque recientemente se han descubierto otros genes implicados.

### Síndrome de Prader-Willi
Es un defecto congénito no hereditario que puede afectar por igual a cualquier bebé, independientemente de su sexo, raza o condición de vida. Se caracteriza fundamentalmente por un apetito insaciable y por problemas de conducta. Otros síntomas son el escaso tono muscular, deficiencia mental, desarrollo sexual deficiente, corta estatura, manos y pies pequeños, problemas visuales, dentales, trastornos respiratorios, escoliosis y diabetes.
La causa es una incógnita y no hay posibilidad de curación. Hay que tener mucho cuidado para que esta persona no tenga fácil acceso a la comida pues tienen auténtica obsesión por comer, lo que provoca frecuentemente problemas de obesidad.

### Síndrome de Down
Alteración genética del par 21 que presenta tres cromosomas (trisomía 21); uno de cada 700 niños nace con este síndrome, en todos los grupos étnicos, con tendencia a engendrar varones. Si bien cualquier persona está expuesta a concebir un hijo con síndrome de Down, las madres de edad avanzada tienen más posibilidades de tener descendencia con este trastorno. Ocasiona un retraso mental que varía desde leve a grave y se asocia además con características faciales y físicas propias: estatura baja y cabeza pequeña, redondeada; frente inclinada; orejas de implantación baja; ojos sesgados hacia arriba y afuera; boca abierta; lengua grande y fisurada; dedos meñiques cortos y curvados hacia adentro; manos anchas con surco transversal en la palma. A veces se detectan anomalías congénitas del corazón, en el tabique que separa los lados izquierdo y derecho. En algunos casos aparece hacia los 40 años demencia prematura tipo Alzheimer. El coeficiente intelectual promedia en 50, pero además de esta menor capacidad cognitiva y de los mencionados rasgos físicos, no existen grandes diferencias en su desarrollo y adquisición de hábitos con el resto de los niños.
La identificación temprana del síndrome de Down es fundamental para proporcionar la atención medica, educativa y terapéutica adecuada. Cuanto antes se realice el diagnostico, mas posibilidades existen de establecer intervenciones oportunas que favorezcan el desarrollo integral del niño y mejoren su calidad de vida. Una vez confirmado el diagnóstico, es esencial realizar una evaluación multidisciplinaria (medica, psicológica, educativa) para diseñar intervenciones personalizadas.
En el entorno educativo se aplican métodos adaptados: evaluación psicométrica (visuales, auditivas, táctiles) y enseñanza prescriptiva individual basada en las fortalezas y necesidades del niño.

### Autismo
Consiste en un trastorno del neurodesarrollo que afecta al funcionamiento cerebral en tres áreas principalmente como son la comunicación, la interacción social y el desarrollo de conductas repetitivas y restrictivas. Su etiología a día de hoy es desconocida y de carácter multifactorial afectando cuatro veces más a hombres que mujeres; las conductas propias de este trastorno comienzan a manifestarse antes de los tres años de vida. Dentro del amplísimo Espectro del Autismo hay características comunes a todos ellos como es que son aprendices visuales y presentan una excelente memoria. Las principales complicaciones que presenta la persona autista son: dificultad para usar el lenguaje o ausencia de él; dificultad de comunicación con otras personas y de expresar sus deseos y emociones; ausencia o poco contacto visual; complicación en el juego imaginativo y social con otros niños; movimientos repetitivos y estereotipados; rigideces conductuales.
El autismo no necesariamente está asociado a discapacidad intelectual, dada la heterogeneidad del trastorno el coeficiente intelectual es variable (en todo caso la discapacidad en realidad viene a ser de tipo psicosocial). En varios estudios se ha establecido que la prevalencia de discapacidad intelectual va del 25% al 55% (O´Brien. 2004. Fombonne-Chakrabarti. 2001).
El DSM-V redefinió esta condición y la denominó simplemente trastorno del espectro autista clasificada en tres grados a saber: grado 1 o leve (anteriormente denominado síndrome de Asperger), grado 2 o moderado y grado 3 o severo.
Entre los factores de riesgo identificados, se encuentran las alteraciones genéticas hereditarias, la edad avanzada de los progenitores al momento de la concepción, la presencia de antecedentes familiares de TEA u otros trastornos del desarrollo, complicaciones en el embarazo como infecciones maternas, exposición a tóxicos ambientales o fármacos teratogénicos, así como eventos perinatales que puedan afectar el sistema nervioso central. Estos elementos, especialmente cuando se combinan, incrementan la probabilidad de que se alteren procesos cruciales del desarrollo cerebral en etapas tempranas de la vida.
En cuanto a las  estrategias terapéuticas, el documento subraya que no existe un tratamiento curativo, pero sí intervenciones que pueden mejorar de manera significativa la calidad de vida. El abordaje más efectivo es integral y personalizado, combinando la intervención conductual, educativa y, en algunos casos, farmacológica. Entre las estrategias no farmacológicas más utilizadas destacan el Análisis Conductual Aplicado (ABA), la intervención temprana intensiva, el desarrollo de habilidades sociales, la terapia ocupacional para mejorar la motricidad fina y la integración sensorial, así como la terapia del lenguaje para estimular la comunicación verbal y no verbal. El uso de apoyos visuales y sistemas aumentativos o alternativos de comunicación también resulta de gran ayuda. En el ámbito farmacológico, aunque no existen fármacos que modifiquen los síntomas nucleares del TEA, pueden emplearse medicamentos para controlar comorbilidades como la hiperactividad, la ansiedad o las crisis epilépticas. En conjunto, estas estrategias, aplicadas de forma coordinada entre profesionales de la salud, docentes y familias, permiten no solo abordar los retos asociados al TEA, sino también potenciar las capacidades individuales y favorecer la inclusión social.

### Síndrome X frágil o síndrome de Martín y Bell
El síndrome frágil X (SXF) conocido también como síndrome de Martín & Bell es la primera causa de retraso mental hereditario. Su nombre se debe a las investigaciones del doctor quien además de descubrir su origen genético, encontró que personas con ciertas características mentales y físicas, tenían en su cromosoma Xun fragmento parcialmente roto. Cuando se obtienen células de un paciente con esta alteración y se cultivan bajo condiciones especiales, la expansión del triplete de nucleótidos produce una región de los cromosomas que parece muy delgada, muy frágil y es susceptible de romperse cuando se examina en el microscopio. De hecho, esta parte del cromosoma sí es particularmente frágil en el paciente. El fenómeno de ruptura del cromosoma X realmente se ve solo en el laboratorio cuando se miran los cromosomas en el microscopio.
Es la segunda causa de retraso mental, después del síndrome de Down, y la primera causa de retraso mental hereditario. Su diagnóstico suele ser tardío y a veces erróneo, ya que a menudo se le confunde con autismo. Se presenta mayormente en varones; fue descubierto en 1943 y, gracias a los avances médicos, en 1992 se desarrolló un test basado en el ADN para diagnosticar tanto a portadores como a afectados por este síndrome. Las características físicas típicas que presentan las personas con cromosoma X Frágil son: Cara alargada, orejas grandes y/o separadas y estrabismo, aunque estos rasgos no están presentes en todos los casos ni con la misma intensidad. Las características de conducta más frecuentes en los varones son: hiperactividad, trastornos de atención, timidez extrema, evitación de la mirada, lenguaje repetitivo, estereotipias como aleteos o morderse la mano, angustia, hipersensibilidad a los estímulos, resistencia a los cambios, etc. En las mujeres se presenta angustia, timidez y dificultades en áreas como las matemáticas. Hoy por hoy, no existe un tratamiento médico curativo, pero sí tratamientos paliativos de alguno de sus síntomas, de cara a mejorar determinados problemas físicos y, por otra parte, educativo, adaptado a las necesidades y habilidades de cada individuo. Ambos han de comenzar lo antes posible el diagnóstico del síndrome se realiza a través de tres criterios: El clínico, el citogenético (relacionado con la conformación celular) y el genealógico (que se refiere a la presencia de la enfermedad dentro de la familia).

### Fenilcetonuria
Es una enfermedad hereditaria causada por un defecto metabólico que afecta el modo en que el cuerpo procesa las proteínas. Si bien afecta a todos los grupos étnicos, es extraño en la raza negra y en los judíos askenazi. Los niños con fenilcetonuria no pueden procesar una parte de la proteína llamada fenilalanina hidroxilasa; como consecuencia, se produce una acumulación de fenilalanina en el flujo sanguíneo del niño que, si no es diagnosticada antes de los seis meses de vida, provoca daños cerebrales. Mediante el uso de una prueba desarrollada en los años 60 - consistente en una pequeña punción en el talón del bebé para extraer y analizar una muestra de sangre- se puede detectar precozmente esta enfermedad. Es posible prevenir el retraso mental completamente, si comienza a tratarse al bebé con una dieta especial que tenga poca fenilalanina antes de su tercera semana de vida.

### Alzheimer
Esta enfermedad afecta las partes del cerebro que controlan el pensamiento, la memoria y el lenguaje. La memoria se debilita, los hechos cotidianos recientes no son recordados y en la medida que avanza se afecta la memoria para los eventos vitales más antiguos; los afectos se empobrecen, con pérdida del interés para mantener relaciones sociales con la familia y el entorno, mostrando un progresivo aislamiento social. El proceso de la enfermedad es gradual y generalmente la persona se deteriora lentamente; hasta ahora la causa de la enfermedad es desconocida y no tiene cura. Este padecimiento lleva el nombre del doctor Alois Alzheimer quien en 1906 describió cambios en el tejido del cerebro de una mujer que había muerto de lo que se creía era una enfermedad mental inusual. Ahora estos cambios característicos y anormales en el cerebro se reconocen como la Enfermedad de Alzheimer, la que afecta a todos los grupos de la sociedad; aunque es más común entre las personas mayores, los jóvenes también pueden presentarla.
Es importante mencionar que el Alzheimer es una enfermedad que puede llegar a alterar incluso las formas de comportamiento humano, considerándosele como una forma de demencia, ya que poco a poco se dará una pérdida de la memoria y de las habilidades intelectuales del ser humano, causando muchas veces que la persona se sienta confundida o incluso desconozca los lugares o personas que anteriormente recordaba,  se resalta que no es una enfermedad que se considere dentro del envejecimiento normal y que esta con el paso del tiempo puede ir empeorando, ya que va degenerando lentamente el cerebro. Por lo que se aconseja ser paciente con aquellas personas que lo padecen.